# Такмичарски бриџ
Такмичарски бриџ (енгл.  — „пресликани бриџ”) је варијанта бриџа, игре са картама, најчешће играна такмичарски, у клубовима и на турнирима.
Енглески назив duplicate bridge долази због начина игре где се иста подела карата пресликава на више столова за игру са циљем да се обезбеди објективно поређење резултата и да се умањи фактор среће. На овај начин свака подела, добра или лоша, игра се да би се поредила са одигравањем идентичне поделе на осталим столовима, а такмичарски моменат је наглашен. Такмичарски бриџ зато разликујемо од кућних партија, где се карте сваки пут изнова деле, а резултат зависи колико од играча толико и од поделе карата коју је добио.
Да би се обезбедио сигуран пренос поделе са стола на сто, користе се бордови,, једноставне футроле са четири џепа. Тај процес обезбеђује да два стола играју истим картама, а коначан резултат обрачунава се поређењем резултата сваког пара са резултатима осталих парова који су одиграли ту поделу. бидинг боксови,, комплет картица за лицитацију у одговарајућој кутији, користе се за одвијање лицитације како би се смањио ниво буке у просторији.
У бриџу играч игра са истим партнером цео турнир. То двоје се назива „пар“. Постоје само две изузетне ситуације: на тимским такмичењима када шест или пет играча мења партнере за различите сеансе турнира и на индивидуалним турнирима када играчи мењају партнере у сваком колу.

## Организације
- Светски бриџ савез
- Америчка бриџ асоцијација
- Америчка лига уговорног бриџа
- Бриџ савез Сједињених Америчких Држава
- Европски бриџ савез